# Canton de Châtelaudren
Le canton de Châtelaudren est une ancienne division administrative française, située dans le département des Côtes-d'Armor et la région Bretagne.

## Composition
Le canton de Châtelaudren regroupait les communes suivantes :
| Nom                      | Code Insee | Intercommunalité                           | Population (dernière pop. légale) |
| ------------------------ | ---------- | ------------------------------------------ | --------------------------------- |
| Châtelaudren (chef-lieu) | 22038      | Leff Armor Communauté                      | 985 (2014)                        |
| Boqueho                  | 22011      | CC Leff Armor Communauté                   | 1 084 (2014)                      |
| Cohiniac                 | 22045      | CC Leff Armor Communauté                   | 393 (2014)                        |
| Plélo                    | 22182      | CC Leff Armor Communauté                   | 3 355 (2014)                      |
| Plerneuf                 | 22188      | CC Leff Armor Communauté                   | 1 032 (2014)                      |
| Plouvara                 | 22234      | CC Leff Armor Communauté                   | 1 138 (2014)                      |
| Trégomeur                | 22356      | CC Leff Armor Communauté                   | 936 (2014)                        |
| Tréméloir                | 22367      | CA Saint-Brieuc Agglomération Baie d'Armor | 797 (2013)                        |

## Démographie
| 1962  | 1968  | 1975  | 1982  | 1990  | 1999  | 2006  | 2011  | 2012  |
| ----- | ----- | ----- | ----- | ----- | ----- | ----- | ----- | ----- |
| 6 960 | 6 599 | 6 446 | 7 000 | 7 350 | 7 721 | 8 920 | 9 550 | 9 618 |

## Histoire

### Conseillers généraux de 1833 à 2015
- De 1833 à 1840, les cantons de Châtelaudren et de Quintin avaient le même conseiller général. Le nombre de conseillers généraux par département était limité à 30[3].
- De 1840 à 1848, les cantons de Châtelaudren et de Lanvollon avaient le même conseiller général. Le nombre de conseillers généraux par département était limité à 30[4].

| Période                | Identité                                  | Parti          | Qualité |
| ---------------------- | ----------------------------------------- | -------------- | --- |
| 1833-1840              | Jean-Marie Allenou                        |                | Négociant et Président du Tribunal de commerce de Quintin Propriétaire du château de Lorge                        |
| 1840-1848              | Armand Charles Marie de Floyd (1783-1852) |                | Propriétaire, maire de Pommerit-le-Vicomte                                                                        |
| 1848-1852              | Pierre Marie Bastiou (1799-1870)          | Républicain    | Instituteur Propriétaire, maire de Châtelaudren                                                                   |
| 1852-1873 (décès)      | Toussaint Thomas Corbel (1805-1873)       | Bonapartiste   | Cultivateur, propriétaire Maire de Plélo                                                                          |
| 1873-1883              | Laurent-François Le Coqu                  | Bonapartiste   | Propriétaire à Plouvara et à Plélo                                                                                |
| 1883-1889              | M. Le Bihan                               | Républicain    | Juge de paix |
| 1889-1893 (annulation) | Joseph Guyot                              | Droite         | Administrateur de la Banque de France Propriétaire, maire de Plélo                                                |
| 1893-1917 (décès)      | Louis Ruault                              | PRRRS          | Propriétaire à Château-Goëlo, Plélo                                                                               |
| 1917-1919              | siège vacant                              |                | |
| 1919-1928              | Aimé Letellier                            | PRRRS          | Maire de Châtelaudren (?-1938)                                                                                    |
| 1928-1934              | Jean-Louis Philippe                       | URD-PDP        | Cultivateur à Trégomeur Membre de la Chambre d'agriculture                                                        |
| 1934-1940              | Jean Puel                                 | PRRRS          | Vétérinaire Maire de Châtelaudren (1938-1947) Nommé membre de la Commission administrative départementale en 1941 |
|                        |                                           |                | |
| 1945-1949              | Jean Puel                                 | PRRRS          | Maire de Châtelaudren (1938-1947)                                                                                 |
| 1949-1973              | Jean Pellan (1902-1978)                   | CNIP           | Médecin à Châtelaudren                                                                                            |
| 1973-1985              | Pierre Lucas                              | DVD puis UDF   | Pharmacien Maire de Châtelaudren (1980-1989)                                                                      |
| 1985-1995 (décès)      | Yves Le Coqû                              | DVD            | Agriculteur Maire de Plélo (1971-1977/1989-1995)                                                                  |
| 1995-2015              | Yves-Jean Le Coqû (fils du précédent)     | UDF puis MoDem | Agriculteur Conseiller municipal de Plélo Élu en 2015 dans le Canton de Plélo                                     |

### Conseillers d'arrondissement (de 1833 à 1940)
| Période | Période      | Identité             | Étiquette          | Qualité                                                                                                |
| --- | ------------ | -------------------- | ------------------ | --- |
| 1833 | 1836         | Jean-Marie Artur     |                    | Notaire, maire de Châtelaudren                                                                         |
| 1836 | 1841 (décès) | Gilles-Louis Cadiou  |                    | Propriétaire à Châtelaudren                                                                            |
| 1842 | 1848         | Pierre-Marie Bastiou |                    | Propriétaire, maire de Châtelaudren                                                                    |
| 1848 | 1852         | Mathurin Corbel      |                    | |
| 1852 | 1864         | Guillaume Tréhen     | Bonapartiste       | Propriétaire, maire de Plouvara                                                                        |
| 1864 | 1883         | Toussaint Rault      | Bonapartiste       | Adjoint puis maire de Châtelaudren                                                                     |
| 1883 | 1902         | Yves-Marie Garel     | Républicain modéré | Agriculteur, maire de Plerneuf, président du Comice Agricole de Châtelaudren Décédé en cours de mandat |
| 1902 | 1919         | Augustin Corbel      | Libéral            | Commerçant, maire de Plélo                                                                             |
| 1919 | 1931         | Yves Le Coqû         | Libéral            | Agriculteur, maire de Plouvara                                                                         |
| 1931 | 1940         | François Auffray     | PRRRS              | Agriculteur, maire de Plélo, député (1939-1940)                                                        |
| Les conseils d'arrondissement ont été suspendus par la loi du 12 octobre 1940 et n'ont jamais été réactivés |              |                      |                    | |